# Opsoklonus-Myoklonus-Syndrom
Das Opsoklonus-Myoklonus-Syndrom (OMS) – auch Kinsbourne-Syndrom und im englischen Sprachraum dancing eye-dancing feet-syndrome – ist eine Erkrankung, die im Rahmen eines paraneoplastisches Syndrom als Begleiterscheinung verschiedener Tumorerkrankungen auftreten kann. Beschrieben ist das Auftreten bei Neuroblastomen und Medulloblastomen bei Kindern. Bei Erwachsenen kann es ein Hinweis auf ein Mamma-Karzinom oder kleinzelliges Bronchial-Karzinom sein.
Bei ca. der Hälfte der Kinder mit diagnostiziertem OMS kann ein Neuroblastom gefunden werden. Bei ca. 2–3 % der Neuroblastompatienten liegt ein OMS vor.
Kinder mit OMS haben unregelmäßige, unkontrollierte Bewegungen von Augen (Opsoklonus) und Gliedern (Myoklonus).
Es sieht so aus, als hätten Kinder, die ein OMS und ein Neuroblastom haben, bessere Chancen bezüglich des
Tumorleidens, jedoch besteht durch das OMS noch langfristig eine Behinderung, die intensive medizinische Betreuung und Behandlung nötig macht.
Möglicherweise entsteht das OMS, weil sich der Körper oft erfolgreich gegen den Tumor wehrt, aber die dabei entstehenden Abwehrstoffe auch dem Nervensystem schaden. Bisher gibt es kaum Informationen über diese spezielle Erscheinung des Neuroblastoms.